# Parafia Matki Boskiej Fatimskiej w Katowicach
Parafia Matki Boskiej Fatimskiej w Katowicach – parafia rzymskokatolicka w katowickiej dzielnicy Kostuchna, w dekanacie Katowice-Piotrowice w archidiecezji katowickiej. Liczyła w 2013 roku 2 150 wiernych.

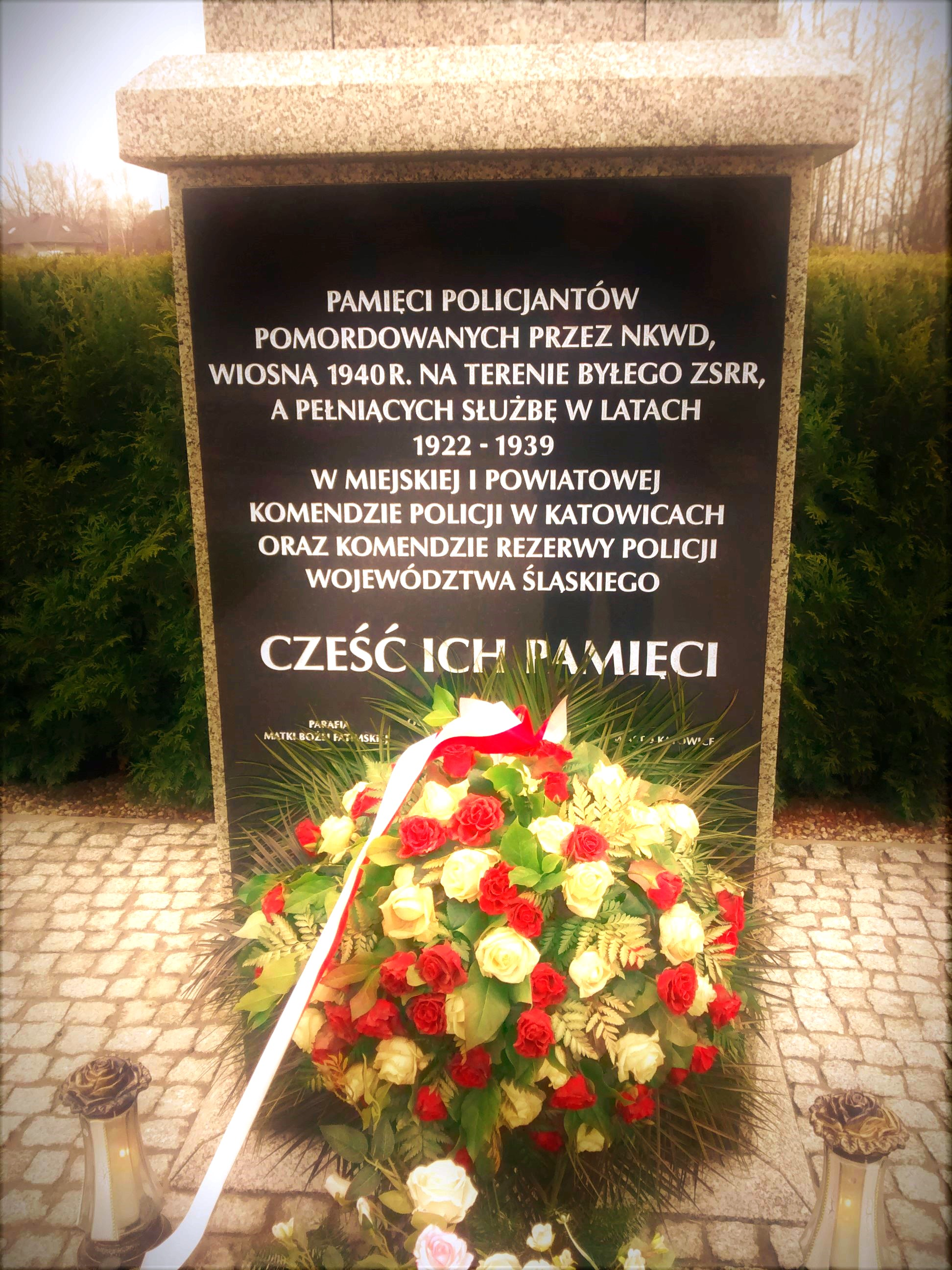
Krzyż z tablicą pamiątkową obok kościoła parafialnego

Od 2007 roku na miejscu budowy każdego trzynastego dnia miesiąca od maja do października odprawiane były nabożeństwa fatimskie. Teren bod budowę kościoła poświęcił arcybiskup Damian Zimoń. W 2008 roku wzniesiono tymczasową drewnianą kaplicę oraz rozpoczęto budowę kaplicy murowanej. Otwarto ją w nocy z 24 na 25 grudnia 2010. Parafia Matki Bożej Fatimskiej została erygowana 3 października 2010 roku. Proboszczem został budowniczy kościoła – ks. Grzegorz Węglorz. W dziele duszpasterskim pomaga mu ks. kanonik Józef Nowaczyk – emerytowany ksiądz, budowniczy kościoła św. Rodziny w Katowicach Brynowie. 13 czerwca 2013 roku arcybiskup Wiktor Skworc metropolita katowicki dokonał poświęcenia i wmurowania kamienia węgielnego pod budowę kościoła. W 2017 roku otwarto kościół murowany. Od 1 października 2010 zaczęto odprawiać także msze święte w tygodniu. Odpust parafialny obchodzi się w 13 maja lub w pierwszą niedzielę po 13 maja.

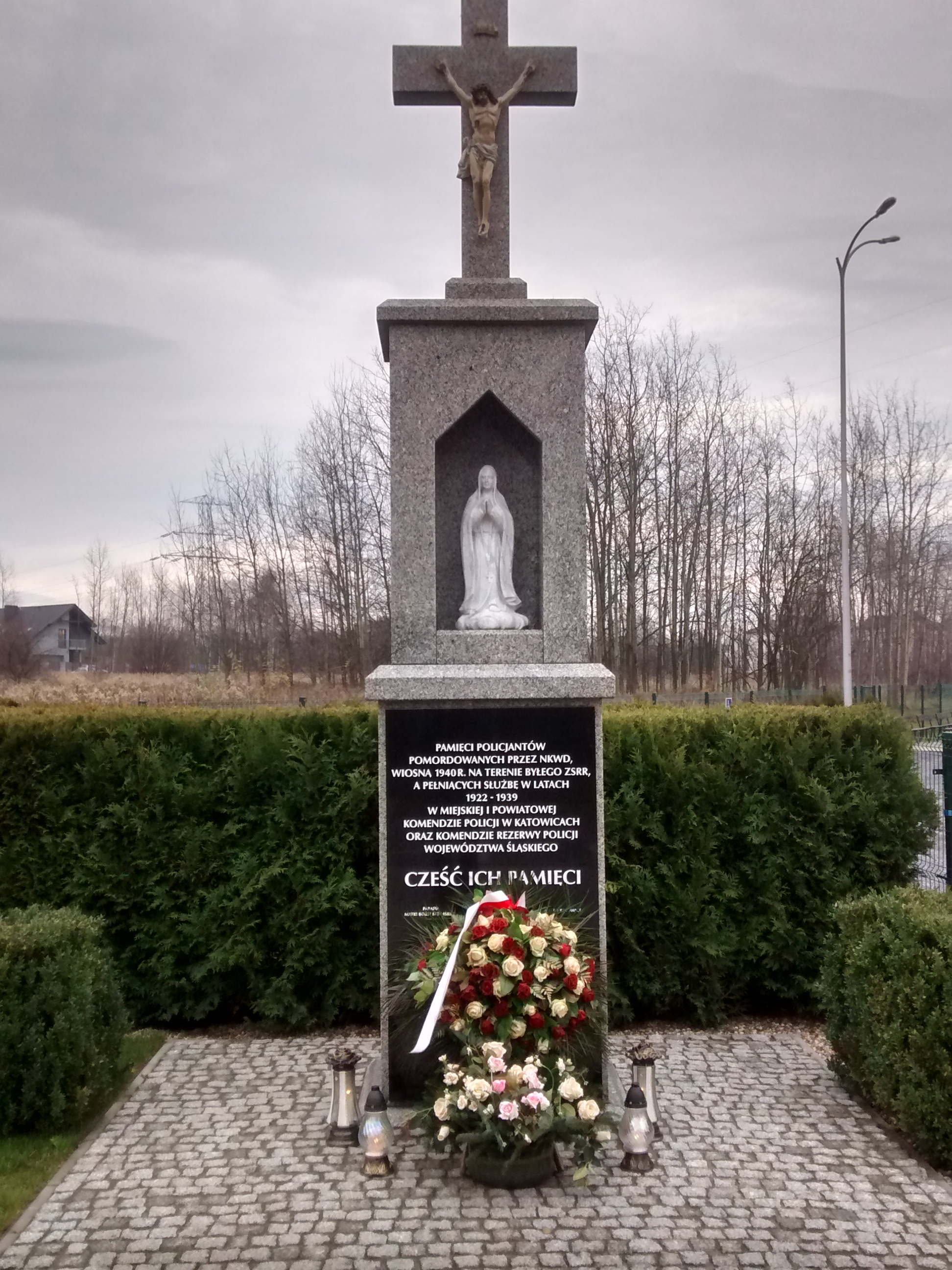
Krzyż z tablicą pamiątkową obok kościoła parafialnego

Msze święte w niedzielę odprawiane są o godzinach: 9.00; 11.00; 12.30; 18.00. W dni powszednie msze święte odprawiane są o godzinie 18.00, a w sobotę o 16.00 (msza z wigilii niedzieli)